# Cổng NAND
| VÀO | VÀO | RA       |
| A   | B   | A NAND B |
| 0   | 0   | 1        |
| 0   | 1   | 1        |
| 1   | 0   | 1        |
| 1   | 1   | 0        |

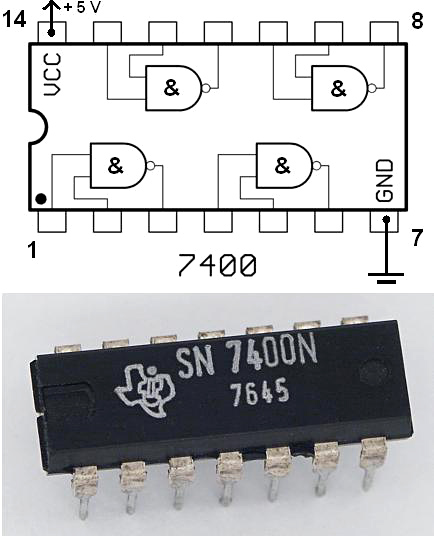
IC 7400 chứa 4 cổng NAND, có thêm chân nguồn +5VDC và chân nối đất

Trong điện tử kỹ thuật số, cổng NAND ( NOT-AND ) là cổng logic tạo ra đầu ra chỉ sai nếu tất cả các đầu vào của nó là đúng; do đó đầu ra của nó là phần bù cho cổng AND. Kết quả đầu ra THẤP (0) chỉ cho kết quả nếu tất cả các đầu vào vào cổng là CAO (1); nếu bất kỳ đầu vào nào là THẤP (0), kết quả đầu ra là CAO (1). Một cổng NAND được tạo ra bằng cách sử dụng bóng bán dẫn và diode đường giao nhau. Theo định lý De Morgan, logic của cổng NAND hai đầu vào có thể được biểu thị là AB = A + B, làm cho cổng NAND tương đương với các bộ nghịch lưu theo sau là cổng OR.
Cổng NAND rất quan trọng vì bất kỳ hàm bool nào cũng có thể được thực hiện bằng cách sử dụng kết hợp các cổng NAND. Thuộc tính này được gọi là tính hoàn chỉnh của hàm. Nó chia sẻ tính chất này với cổng NOR. Các hệ thống kỹ thuật số sử dụng các mạch logic nhất định sẽ tận dụng được tính hoàn chỉnh về chức năng của NAND.
Hàm NAND(a1, a2, ..., an) về mặt logic tương đương với NOT(a1 AND a2 AND... AND an).
Một cách thể hiện A NAND B là {\displaystyle {\overline {A\land B}}}, biểu tượng ở đâu {\displaystyle {\land }} biểu thị AND và thanh biểu thị sự phủ định của biểu thức bên dưới nó: về bản chất, đơn giản là {\displaystyle {\displaystyle \neg (A\land B)}}.
Cổng NAND với hai đầu vào trở lên có sẵn dưới dạng mạch tích hợp trong logic bóng bán dẫn-bóng bán dẫn, CMOS và các họ logic khác.

## Ký hiệu
Ký hiệu theo chuẩn DIN đã cũ
|                 |                |                |
| Theo chuẩn ANSI | Theo chuẩn IEC | Theo chuẩn DIN |

## Phần cứng
Các IC hỗ trợ cổng NAND đều thuộc dòng IC 4000 đối với CMOS và thuộc dòng IC 7400 đối với TTL.
- CMOS

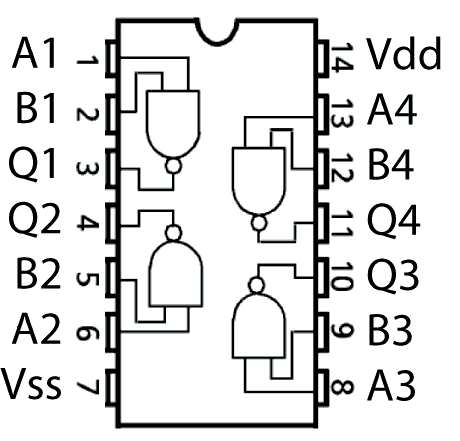
Sơ đồ IC 4011

  - 4011: 4 cổng NAND, mỗi cổng 2 đầu vào
  - 4023: 3 cổng NAND, mỗi cổng 3 đầu vào
  - 4012: 2 cổng NAND, mỗi cổng 4 đầu vào
  - 4068: 1 cổng NAND, mỗi cổng 8 đầu vào
- TTL
  - 7400: 4 cổng NAND, mỗi cổng 2 đầu vào
  - 7410: 3 cổng NAND, mỗi cổng 3 đầu vào
  - 7420: 2 cổng NAND, mỗi cổng 4 đầu vào
  - 7430: 1 cổng NAND, mỗi cổng 8 đầu vào